# Tricheilostoma broadleyi
Tricheilostoma broadleyi — вид змій родини струнких сліпунів (Leptotyphlopidae). Ендемік Кот-д'Івуару. Вид названий на честь британського герпетолога Дональда Джорджа Бродлі.

## Поширення і екологія
Tricheilostoma broadleyi відомі з двох місцевостей, розташованих на півдні центрального Кот-д'Івуару. Вони живуть у вологих гвінейських саванах і галерейних лісах, трапляються у вологих тропічних лісах, на висоті від 300 до 500 м над рівнем моря. Відкладають яйця.